# 虞山街道
虞山街道是中华人民共和国江苏省苏州市常熟市下辖的一个街道办事处。
2017年11月21日，江苏省人民政府批复同意撤销虞山镇。以原虞山镇所辖花园浜、四丈湾、学前、报本、清和坊、北门大街、西泾岸、西庄街、烟雨、南门、湖中、尚湖、山前、菱塘、常福、甬江、泰安、五星、琴枫、闽江、张坝、星海、李桥、兴福、明晖、报南、报北、华山、南沙、枫林、虞北、望湖、梅园33个居委会和宝岩、甸桥、元和、洩水、大湖甸、建华6个村委会区域设立常熟市虞山街道。虞山街道办事处驻虞山尚湖旅游度假区（虞山林场）兴福管理工区境内，办公地址为寺路街8号。

## 行政区划
虞山街道下辖以下村级行政区划单位：
花园浜社区、四丈湾社区、学前社区、报本社区、清和坊社区、北门大街社区、西泾岸社区、西庄街社区、烟雨社区、菱塘社区、常福社区、甬江社区、泰安社区、五星社区、琴枫社区、闽江社区、张坝社区、兴福社区、星海社区、李桥社区、明晖社区、报南社区、报北社区、南门社区、华山社区、南沙社区、枫林社区、虞北社区、望湖社区、梅园社区、湖中社区、山前社区、尚湖社区、宝岩村、泄水村、元和村、甸桥村、大湖甸村和建华村。